# Morabito

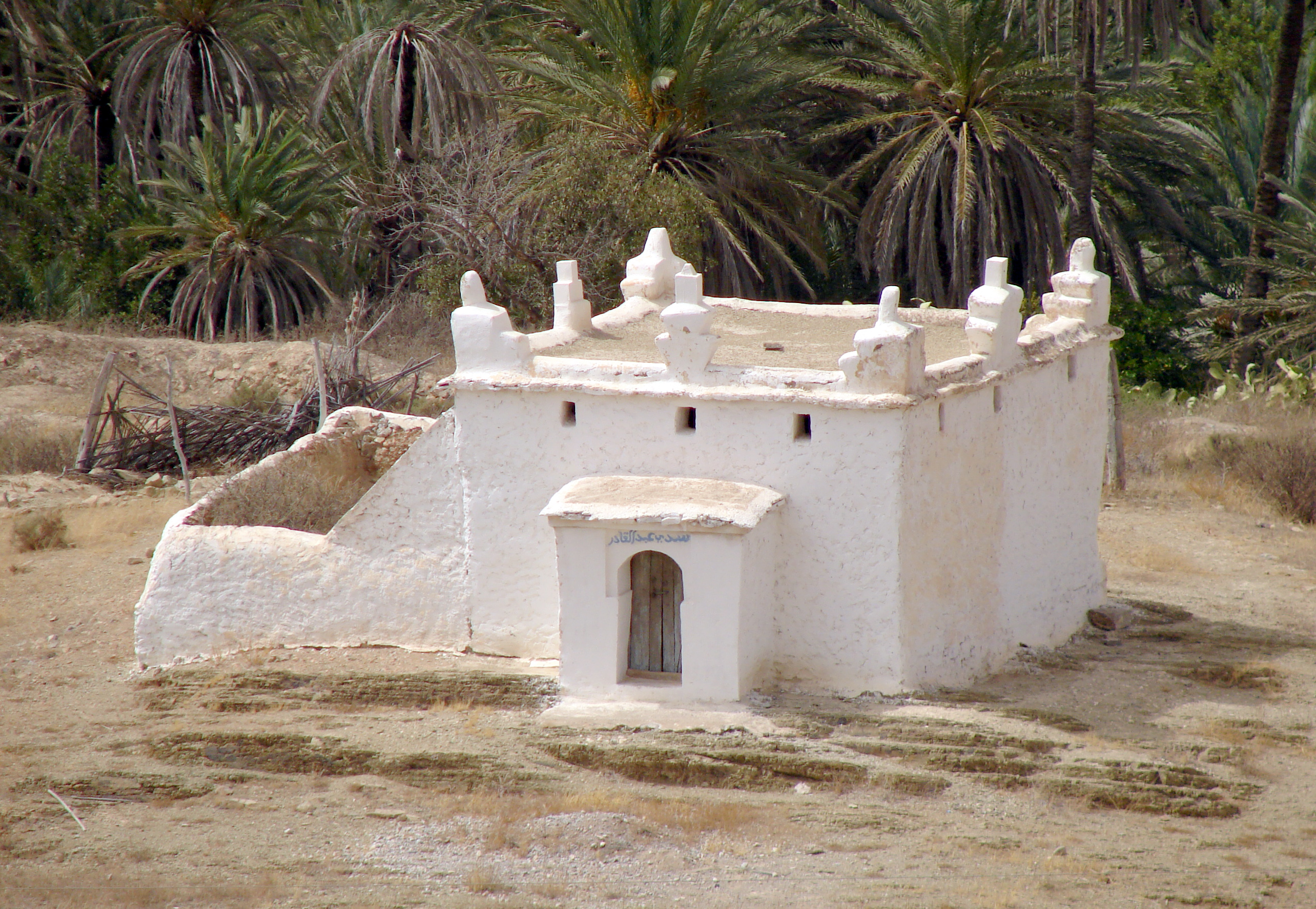
Tumba de un morabito, Marruecos meridional.

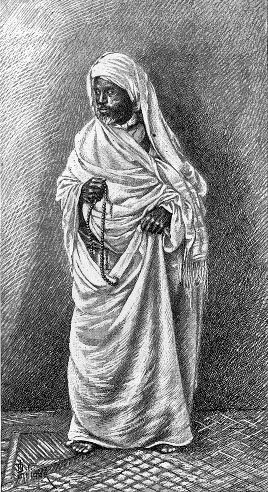
Un morabito según un grabado del.

Un morabito (en árabe: مُرابِط‎ [murābiṭ], también llamado مربوط [marbūṭ]; compárese con la etimología de almorávide, literalmente 'el que está guarnecido') es un líder y maestro religioso musulmán en África Occidental, e (históricamente) en el Magreb. Los morabitos son a menudo estudiosos del sagrado Corán o maestros religiosos. Otros pueden ser hombres santos errantes que viven de limosnas, murshids, guías sufíes o líderes de comunidades religiosas. En general, el morabito es una persona considerada especialmente pía a la que popularmente se atribuye cierta santidad. La misma palabra designa, por extensión, bien el lugar donde vive un morabito (una especie de ermita), situado en despoblado, o la tumba de un personaje de estas características, que es objeto de veneración popular. El culto a los morabitos suele denominarse, en español, morabitismo o marabutismo (término este último tomado del francés maraboutisme).

## Etimología
El término proviene del árabe murābiṭ, que originalmente designaba a un hombre que vivía en una rábida (del árabe clásico ribāṭ (رباط), a través del árabe dialectal de al-Ándalus, rābiṭa), significando literalmente 'el que está guarnecido'.

## Morabitos en África Occidental
Un morabito (en árabe: مُرابِط) (transliterado: murabit) es un líder y maestro religioso musulmán en África Occidental e (históricamente) en el Magreb. Los morabitos son a menudo estudiosos del sagrado Corán, algunos de ellos son hombres santos errantes que viven de limosnas voluntarias, murshids, maestros de religión y líderes de comunidades religiosas sufíes. En general, el morabito es una persona considerada especialmente virtuosa a la que popularmente se le atribuye una cierta santidad. La misma palabra designa el lugar donde vive un morabito, un lugar parecido a una ermita o la tumba de un morabito, que es objeto de veneración popular. Las sepulturas de los santos se convirtieron en centros de peregrinación, ya que en este acto se recibía la barakah (la bendición) del santo bendito sea.Los niños senegaleses han estado aprendiendo de los morabitos en las escuelas coránicas desde el siglo XI. Algunos morabitos basan sus técnicas en una lectura esotérica del sagrado Corán.

### Maestros religiosos musulmanes
Las tariqah musulmanas (hermandades religiosas sufíes) son una de las principales formas de organización del islam de África Occidental y, con la difusión de las ideas sufíes en la zona, el papel del morabito se combinó con las prácticas locales a lo largo de Senegal y Gambia, el valle del río Níger y Futa Yallon. En estas regiones, los creyentes sufíes siguen a un morabito, conocido en otros lugares como un «guía» murshid. El término 'morabito' también fue adoptado por los funcionarios coloniales franceses que lo usaban para referirse a la mayoría de imanes, maestros musulmanes o líderes seculares que apelaran a la tradición islámica. 
En la actualidad, los morabitos pueden ser hombres santos errantes que sobreviven con limosnas, maestros religiosos que acogen a jóvenes talibes en escuelas coránicas, o distinguidos líderes religiosos y eruditos, tanto dentro como fuera de las hermandades sufíes que dominan la vida espiritual en Senegambia. Los morabitos son considerados sabios, habiendo estudiado durante su jubilación los diversos aspectos del islam. A menudo actúan como consejeros para los aldeanos. Se supone que su vida ermitaña y alejada de los demás les da la distancia necesaria, así como el desapego que les permite obtener una gran autoridad moral. Generalmente no piden dinero por sus acciones, pero existe la obligación moral tácita de atender a sus necesidades, que, por ser ascetas, se reducen a comida y bebida, además de vestido. Se prohíben a sí mismos pedir un salario.

### Cofradías sufíes
En las hermandades musulmanas de Senegal, los morabitos se organizan en elaboradas jerarquías; el más alto morabito de los Mourides, por ejemplo, ha sido elevado a la categoría de califa o príncipe de los creyentes (Amir al-Mu'minin). Tradiciones más antiguas del norte de África, como la Tijaniyyah o la Qadiriyyah, basan sus estructuras en el respeto hacia los maestros y líderes religiosos que, al sur del Sahara, a menudo se denominan morabitos. Aquellos que se dedican a la oración o al estudio, ya sea en comunidades, centros religiosos o deambulando por la sociedad en general, se denominan morabitos. En Senegal y Malí, estos morabitos dependen de donaciones para vivir. A menudo, existe un vínculo tradicional por el que una familia por generaciones da apoyo económico a un morabito específico. Los morabitos normalmente visten túnicas tradicionales de África Occidental y llevan una vida sencilla y ascética.

### Muridismo
Ahmadou Bamba (1853-1927), también conocido como «el siervo del mensajero», fue un líder religioso morabito en Senegal y fundador de la gran Hermandad Mouride (Muridiyya. Véase cofradías musulmanas de Senegal). Bamba fue un místico y líder religioso que escribió una cantidad prodigiosa de poemas y tratados sobre meditación, rituales, trabajo y estudios del Corán. Políticamente, Ahmadou Bamba lideró una lucha pacifista contra el colonialismo francés sin librar una guerra directa contra los franceses como lo habían hecho varios prominentes morabitos de Tijaan.

### Baye Fall
Uno de los discípulos más célebres de Amadú Bamba fue el jeque Ibrahima Fall, quien creó una comunidad denominada Baye Fall (Baay Faal), que sustituye el trabajo manual, la mendicidad y la abnegación por una piedad más común que incluye la práctica de las plegarias y el ayuno, lo que le ha válido las críticas de una parte del resto de musulmanes. Debido a sus cabellos largos y sus rastas, se les confunde fácilmente con los rastafaris. Un famoso discípulo de Bamba, Ibrahima Fall, era conocido por su dedicación a Dios y consideraba el trabajo como una forma de adoración. Fall fue quien introdujo la conducta con la que un discípulo debe interactuar con su Jeque. Ibrahima Fall fue responsable de guiar a muchos de los seguidores de Bamba y a los nuevos conversos del islam. Sus seguidores fueron los precursores de un subgrupo de la hermandad muridita conocida como Baye Fall (en wolof: Baay Faal) muchos de los cuales sustituyeron las habituales devociones musulmanas por el trabajo duro y la dedicación a su morabito.
Sheikh Ibrahima Fall fue uno de los primeros discípulos de Amadou Bamba y uno de sus más ilustres alumnos. Fall catalizó el movimiento muridita, dirigió todo el trabajo laboral de la hermandad muridita y cambió la relación entre los talibes (discípulos) muriditas y su guía, Amadou Bamba. Fall instituyó la cultura del trabajo entre los muriditas con el concepto de ("cosechas lo que siembras"). Ibra Fall ayudó a Amadou Bamba a expandir el muridismo, en particular con el establecimiento del movimiento Baye Fall por parte de Fall. Por esta contribución, Serigne Fallou, el segundo califa y líder después de Amadou Bamba, lo llamó "la luz del muridismo".  Además, Ibrahima Fall obtuvo el título de: باب المريدين Bab al-Murīdīna, "Puerta de los muriditas".
Los miembros de Baye Fall visten ropas de colores, llevan el pelo largo con unas rastas llamadas "dreadlocks" que decoran con adornos hechos en casa. También llevan garrotes y actúan como guardias de seguridad en las peregrinaciones anuales a Touba. Las mujeres van cubiertas y usan joyas decorativas hechas a mano. En los tiempos modernos, el trabajo duro a menudo es reemplazado por miembros que deambulan por las calles pidiendo donaciones financieras para su morabito. Varios Baye Fall son músicos talentosos. Un miembro destacado de Baye Fall es el músico senegalés Cheikh Lô.

### Sincretismo religioso
La difusión de los marabús en el África subsahariana entre los siglos VIII y XIII creó en algunos lugares una mezcla con los sacerdotes, hechiceros, curanderos y lluvieros preislámicos. De ahí que muchos adivinos y autodenominados guías espirituales asuman el nombre de «marabú» (una práctica rechazada por los musulmanes de las hermandades sufíes) siendo más bien en cambio como una especie de curanderos. En el África subsahariana, el uso del término se ha extendido a los sacerdotes, lluvieros, curanderos y brujos de ritos animistas tradicionales, como los hechiceros del vudú o la religión yoruba, que cobran por usar sus presuntos poderes para curar a sus pacientes de dolencias o para ayudar en cualquier otra acción social con ayuda de talismanes mágicos y ofrecen supuestas soluciones para la infelicidad. Aunque este uso es abusivo, en tanto se relaciona con prácticas que tienen muy poco que ver con la religión del islam, este uso se ha convertido en una práctica común. Estas prácticas mágicas son criticadas por los musulmanes, pero nunca han dejado de existir hasta el día de hoy. La reciente diáspora de africanos occidentales (a París en particular) ha llevado esta tradición a Europa e incluso a América del Norte, donde algunos marabús anuncian sus servicios como adivinos. Se cree que un eshu de quimbanda llevó esta profesión mágica y esotérica hasta Brasil. Los marabús contemporáneos en Senegal se anuncian en televisión y tienen líneas telefónicas directas.Como nota curiosa cabe mencionar que en agosto de 2022, Matthias Pogba acusó a su hermano, Paul Pogba, de haber contratado a un marabú para que Kylian Mbappé se lesionara.

## Morabitos en el Magreb
Las tribus alfabetizadas, en particular los árabes, bereberes y tuareg, a veces son llamados tribus morabíticas. El término morabito aparece durante la conquista musulmana del Magreb. Se deriva del árabe murābiṭ, «el que está guarnecido», en referencia a estudiantes religiosos y voluntarios militares que se guarnecían en las rábidas en el momento de la conquista.
En la actualidad, la palabra morabito significa «santo» en las lenguas bereberes, habladas por los imazighen, y se refiere a unos maestros musulmanes sufíes, llamados murshid, que dirigen una escuela religiosa llamada zauía, asociada con una orden sufí llamada tariqa «camino» (en árabe: طريقه). Los morabitos son llamados "Sidi" (سيدي) en dariya. Muchas ciudades de Marruecos obtuvieron sus nombres en honor a los morabitos locales, y el nombre de esas ciudades generalmente comienza con «Sidi» seguido del nombre del morabito local. El árabe estándar moderno para «santo» es «valī» (ولي). Morabito también puede referirse a la tumba (en árabe: قُبّة qubba, «cúpula») de un santo venerado, y esos lugares se han convertido en centros sagrados y lugares de reflexión piadosa.

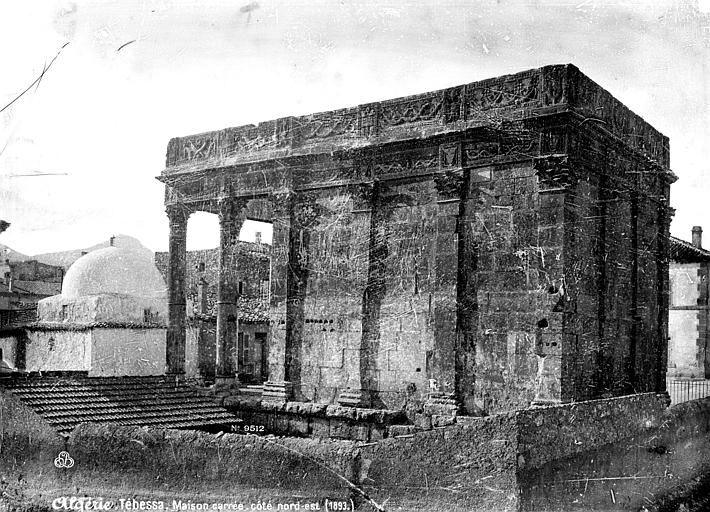
Qubba (santuario) de Sidi Djaballah en Tébessa, Argelia, en 1893.

A menudo la población local árabe y bereber, de origen campesino o montañés, les atribuye todo tipo de «milagros», lo que ha dado lugar a muchas creencias populares. El santo suele ser enterrado en un santuario llamado qubba debido a su cúpula. El verde y el blanco, símbolos de paz y bendición en el islam, son los colores que siempre se asocian con ellos. Estos santos no tiene poder político en general, pero los sufíes los visitan en peregrinaje (ziyarat) para consultarlos o discutir asuntos espirituales. La parcela de terreno que ocupa es variable según los sitios, pero la vegetación queda inalterada por el rigor y el respeto al lugar sagrado. Los morabitos siempre se ligan a puntos de agua, ya sean pozos, riachuelos, ramblas o fuentes, casi siempre en lugares altos y que ofrecen la oportunidad de ser enterrado junto al santo, por lo que casi siempre podemos hallar un pequeño cementerio en el entorno. Un árbol sagrado preside igualmente el lugar, sobre el que se cuelgan dádivas y prendas relacionadas con la intimidad de los fieles que las depositan. El "músim" (الموسم), fiesta o ritual del santón, se celebra una vez al año y a él acuden fieles de lugares muy lejanos.
El fenómeno de los morabitos es típico de los países del Magreb, y probablemente está relacionado con formas de culto religioso anteriores al islam, así como con cultos semejantes en la orilla opuesta del Mediterráneo, dispensados a los santos católicos. Las sepulturas de los santos se convirtieron en centros de peregrinación, ya que en este acto se recibía la baraka (la bendición) del santo bendito sea. Los morabitos otorgan la bendición de Dios a las poblaciones colocadas bajo su protección y a quienes peregrinan o acuden a sus tumbas. 
Marruecos es el centro del morabitismo, mientras que hacia el este, las tumbas de los morabitos van haciéndose menos frecuentes. La Ermita de San Sebastián en Granada, situada junto al Alcázar Genil, es la única muestra de este tipo arquitectónico que se conserva en España. 
A pesar de que se trata de un fenómeno muy extendido, una interpretación rigorista del islam sería en principio contraria al morabitismo, ya que el islam prohíbe toda mediación entre el creyente y Dios, y prohíbe asimismo el culto a cualquier persona u objeto distinto de Dios. En los últimos años, algunos morabitos están recibiendo un tratamiento de choque por parte de algunos grupos pertenecientes al islamismo radical, los cuales destruyen los bosques sagrados y venden la madera de los árboles centenarios para construir nuevas mezquitas, en algunos casos, destruyen directamente los bosques sagrados prendiéndoles fuego.